# Tučín
Tučín är en ort i Tjeckien.   Den ligger i regionen Olomouc, i den östra delen av landet, 230 km öster om huvudstaden Prag. Tučín ligger 255 meter över havet och antalet invånare är 429.
Terrängen runt Tučín är platt. Runt Tučín är det ganska tätbefolkat, med 72 invånare per kvadratkilometer. Närmaste större samhälle är Přerov, 4,6 km väster om Tučín. Trakten runt Tučín består till största delen av jordbruksmark.